# Azulamus scabrissimus
Genre
Espèce
Azulamus scabrissimus, unique représentant du genre Azulamus, est une espèce d'opilions laniatores de la famille des Manaosbiidae.

## Distribution
Cette espèce est endémique du Pérou. Elle se rencontre dans les régions de San Martín et de Junín.

## Description
Le mâle holotype mesure 4 mm.

## Publication originale
- Roewer, 1957 : « Arachnida Arthrogastra aus Peru, III. » Senckenbergiana Biologica, vol. 38, no 1/2, p. 67-94.